# فرانك سينيورينو

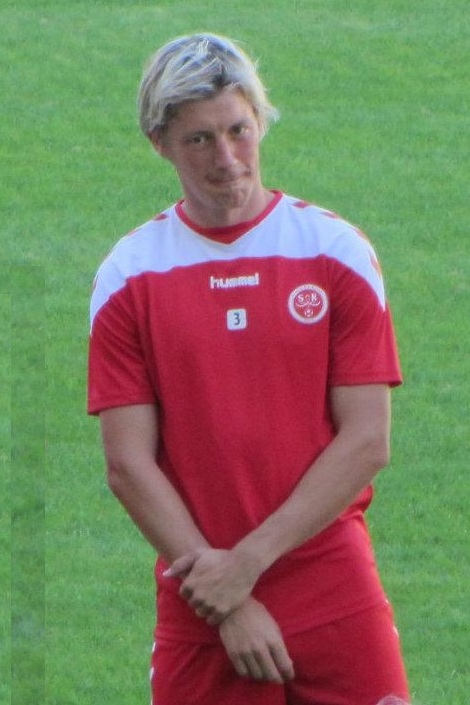

فرانك سينيورينو (بالفرنسية: Franck Signorino)‏ (مواليد 19 سبتمبر 1981 في نوغينت سور مارني - فرنسا) لاعب كرة قدم فرنسي يلعب حاليا لصالح نادي الدرجة الثانية كارتاغينا الإسباني منذ 2010 في مركز الظهير الأيسر .

## روابط خارجية
- فرانك سينيورينو على موقع الاتحاد الأوربي (الإنجليزية)
- فرانك سينيورينو على موقع قاعدة بيانات كرة القدم.إي يو (الإنجليزية)
- فرانك سينيورينو على موقع ليكيب (الفرنسية)
- فرانك سينيورينو على موقع Soccerway.com (الإنجليزية)
- فرانك سينيورينو على موقع عالم كرة القدم.نت (الإنجليزية)
- فرانك سينيورينو على موقع AS.com (الإسبانية)
- فرانك سينيورينو على موقع GSA (الإنجليزية)